# 메가로돈 (2018년 영화)
《메가로돈》(영어: The Meg)는 2018년 개봉한 미국의 SF 액션 영화이다. 존 터틀토브가 감독을, 딘 조재리스와 에릭 호버, 존 호버가 공동 각본을 맡았다. 20만 년 전에 멸종한 것으로 여겨지던 23m 길이의 메갈로돈이 해저 연구소 인물들을 공격한다는 내용이다.
대한민국에서는 2018년 8월 15일에 개봉하였다.
2023년 속편 《메가로돈 2: 더 트렌치》가 개봉하였다.

## 줄거리
심해를 탐사하다 사고가 난 해저 탐험대를 구조하기 위해 긴급 투입된 심해 구조 전문가 조너스(제이슨 스테이섬 분)는 이것이 정체 모를 거대 생물에게 공격 받은 거라고 주장하지만 아무도 믿지 않는다.
시간이 흐른 후 재개된 해저 탐사 프로젝트에서 또 다시 거대 생물에게 공격 받게 되는데...

## 출연
- 제이슨 스테이섬 - 조너스 테일러 역
- 레인 윌슨 - 잭 모리스 역
- 루비 로즈 - 잭스 허드 역
- 자오원쉬안 - 민웨이 장 박사 역
- 클리프 커티스 - 제임스 "맥" 매크라이디스 역
- 리빙빙 - 쑤인 역
- 제시카 맥너미 - 로리 역
- 로버트 테일러 - 헬러 박사 역
- 페이지 케네디 - DJ 역
- 마시 오카 - 토시 역
- 올라뷔르 다리 올라프손 - 더 월 역